# Los nadie
Los nadie es una película dramática colombiana de 2016 dirigida y escrita por Juan Sebastián Mesa y protagonizada por Esteban Alcaraz, María Camila Castrillón, María Angélica Puerta, Alejandro Pérez Ceferino y Luis Felipe Alzate. La película ganó el premio del público en el Festival de cine de Venecia en 2016 y el premio Work in Progress Latinoamericano en la edición n.º 11 del Santiago Festival Internacional de Cine el mismo año.

## Sinopsis
Los nadie son cinco artistas callejeros que se conocen en una enorme y hostil ciudad. Unidos por el deseo de recorrer el mundo, Los nadie conseguirán el diario sustento mediante la música y el arte callejero.

## Reparto
- Esteban Alcaraz
- María Camila Castrillón
- María Angélica Puerta
- Alejandro Pérez Ceferino
- Luis Felipe Alzate